# Helene Millard
Helene Millard (30 września 1905, zm. 20 września 1974) − amerykańska aktorka filmowa i teatralna.

## Filmografia
- 1930: Rozwódka
- 1939: Kobiety